# Casaca
Casaca é uma peça do vestuário masculino com características próprias e utilizadas conforme eventos ou situações distintas.

## Casaca militar

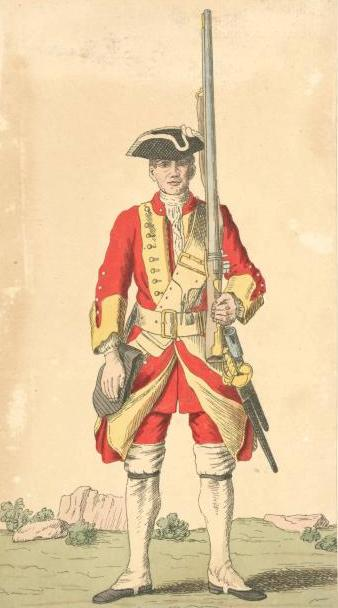
Casaca do exército britânico, 1742.

Casacas são peças tradicionais do uniforme do exército britânico, tendo sido adotadas em fevereiro de 1645, quando o Parlamento da Inglaterra passou a ordenança New Model Army. Os regimentos de infantaria usavam casacos de vermelho veneziano com paramentos brancos.
Em português, casacas vermelhas (em inglês:  Red coats) foi o nome dado aos soldados ingleses até ao século XIX, devido ao seu uniforme, tanto cerimonial como de combate, ser caracterizado por ter um casaco de cor vermelha. Este uniforme foi concebido para os distinguir facilmente do resto dos combatentes e assim infundir temor e cobrir o sangue das feridas, dando a entender que eram um exército quase imortal. O uniforme esteve em uso durante muito tempo pelos regimentos coloniais da Grã-Bretanha. Também era muito conhecido pela sua participação na revolução Americana.
Durante os séculos XVII e XVIII a Companhia Britânica das Índias Orientais (East India Trading Company) tinha autorização do  império para recrutar exércitos particulares, os quais também adotaram casacas vermelhas.

## Casaca civil

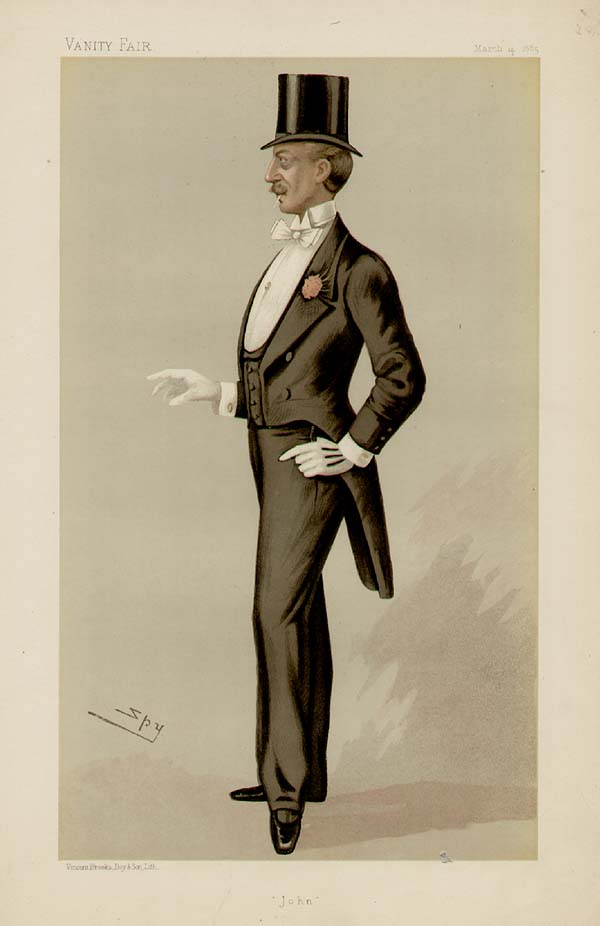
Caricatura de homem trajando chapéu alto e casaca.

A casaca é o traje de cerimónia nocturno mais formal, também conhecido como "white tie".
O seu uso declinou fortemente, devendo ser usado apenas em situação de extrema importância social, em situações onde o seu uso foi explicitamente exigido, como jantares com Chefes de Estado ou cerimónias protocolares. Para outros eventos formais nocturnos, o uso de smoking é perfeitamente aceitável, e a normal actual.

### Composição
Todos os detalhes da casaca são absolutamente rígidos, e não permitem variação:
- Casaco preto cortado na frente, com lapelas em seda ou cetim, com longas e finas abas traseiras;
- Calças pretas com duas faixas laterais (Europa) ou uma faixa (EUA) no mesmo material da lapela, com terminação traseira em V;
- Camisa branca gomada com frente lisa, com colarinho alto e gomado, e com botões de punho;
- Laço branco;
- Colete branco de corte baixo, do mesmo material da camisa e laço, e cortado por cima da linha de cintura do casaco;
- Meias pretas de seda;
- Sapato clássico preto, de verniz.

O casaco nunca é abotoado, sendo cortado de modo a não ser possível fechá-lo. O corte frontal é quadrado, bastante diferente do corte do fraque. Dado que o colete não pode ficar abaixo da frente do casaco, e tendo em conta que o colete tem que cobrir a cintura das calças, as mesmas têm que ser especialmente altas. Para mais, dada a terminação traseira em V da cintura das calças, não é possível usar cinto, pelo que o uso de suspensórios é obrigatório. Pode-se usar uma flor na lapela.
É comum usar-se medalhas, faixas e outras condecorações que tenham sido atribuídas, especialmente se a pessoa tiver um passado militar, político, nobiliárquico ou Real.
No caso de se usar chapéu, será obrigatoriamente um chapéu alto de seda preta, o que fará o uso de luvas brancas necessário. Caso queiram usar um sobrecasaco para o frio, deverá ser um sobretudo ou capa pretos. Se usar cachecol, apenas poderá ser branco, de seda, e ser usado em conjunto com o sobretudo ou capa. Pode ainda usar uma bengala

### Utilizações

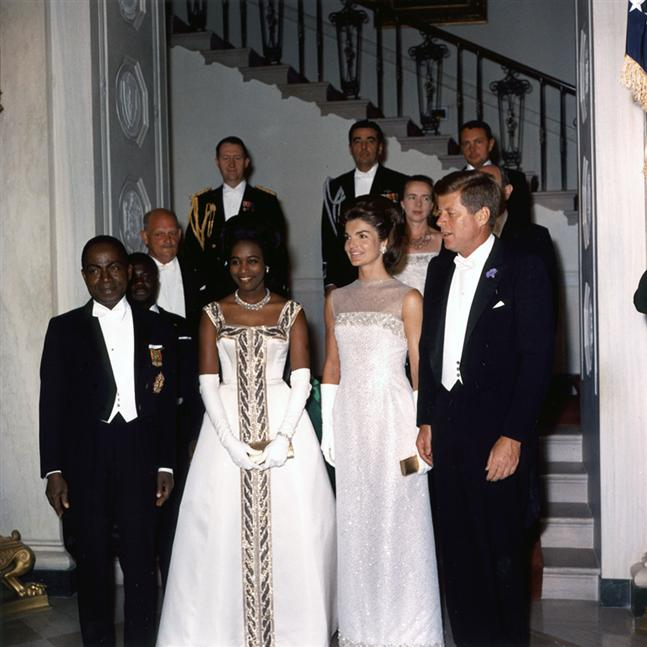
Jantar protocolar, com os Presidentes JFK (EUA), e Félix Houphouët-Boigny (Costa do Marfim) de casaca, na companhia das respectivas esposas, em 1962.

Sendo um traje formal nocturno, não deve ser usado antes das 6 da tarde, ou do pôr-do-sol, o que acontecer primeiro. Poderá ser usado em eventos ultra formais como:
- Jantares com Chefes de Estado;
- Bailes de gala;
- Banquetes;
- Aberturas excepcionais de eventos artísticos, como a ópera;
- Cerimónia do Prémio Nobel;
- Cerimónias especiais de algumas universidades antigas.

Para além destes casos, há ainda o (habitual) uso de casaca por parte de maestros, pianistas e/ou outros músicos de uma orquestra sinfónica.